# Live at Budokan: Black Night
Live at Budokan: Black Night (Live At Budokan ~BLACK NIGHT~) es un álbum directo publicado por la banda japonesa Babymetal. El álbum fue lanzado físicamente como parte del lanzamiento del vídeo en directo desde club de fanes de edición limitada en Japón el 7 de enero de 2015.

## Lista de canciones
| Black Night Legend "Doomsday" Ceremony of Summoning 2014/3/2 at Nippon Budokan (黒い夜 LEGEND “DOOMSDAY” ~召喚の儀~ 2014/3/2 at 日本武道館?) |                                                      |          |  |
| N.º | Título                                               | Duración |  |
| 1. | «Babymetal Death»                                    | 7:06     |  |
| 2. | «Iine!»                                              | 4:13     |  |
| 3. | «Onedari Daisakusen»                                 | 3:23     |  |
| 4. | «Song 4» (4 no Uta)                                  | 5:54     |  |
| 5. | «Akatsuki»                                           | 5:35     |  |
| 6. | «Catch Me If You Can»                                | 5:55     |  |
| 7. | «Uki Uki ★ Midnight»                                 | 3:40     |  |
| 8. | «Gimme Chocolate!!»                                  | 4:00     |  |
| 9. | «Mischiefs of Metal Gods» ((Kami Band instrumental)) | 3:21     |  |
| 10. | «Rondo of Nightmare» (Akumu no Rondo)                | 3:41     |  |
| 11. | «Megitsune»                                          | 5:22     |  |
| 12. | «Ijime, Dame, Zettai»                                | 9:21     |  |
| 13. | «Doki Doki ☆ Morning»                                | 3:58     |  |
| 14. | «Headbanger»                                         | 6:32     |  |

## Historial del lanzamiento
| Región        | Publicación           | Formato (os) | Discográfica          |
| ------------- | --------------------- | ------------ | --------------------- |
| Japón         | 7 de enero de 2015    | DVD, Blu-ray | BMD Fox Toy's Factory |
| Unión Europea | 30 de octubre de 2015 | DVD, Blu-ray | earMUSIC              |